# Дружиловичский сельсовет
Дружиловичский сельсовет (бел. Дружы́лавіцкі сельсавет) — упразднённая административная единица на территории Ивановского района Брестской области Республики Беларусь.

## История
12 июля 2013 года Дружиловичский сельсовет упразднён.

## Состав
Дружиловичский сельсовет включает 4 населённых пункта:
- Дружиловичи — агрогородок.
- Замошье — деревня.
- Калилы — деревня.
- Трилисски — деревня.